# Mabanga
Mabanga est un village de la Région du Littoral au Cameroun, situé dans la commune de Dibombari, sur la route reliant Bwelelo à Grand Souza.

## Population et développement
En 1967, la population de Mabanga était de 41 habitants, essentiellement des Pongo. Elle était de 15 lors du recensement de 2005.